# Аксёново (Калужская область)
Аксёново — деревня  в Износковском районе Калужской области России. Входит в сельское поселение «Село Льнозавод».

## География
Расположено у реки Изверь. Рядом — Кошняки, село Льнозавод и Тетево.

## Население
| 2002 | 2010 |
| ---- | ---- |
| 6    | ↗10  |

## История
В 1782-м году деревня Аксеновка Морозовской волости.